# Mitrephora obtusa
Mitrephora obtusa är en kirimojaväxtart som först beskrevs av Carl Ludwig von Blume, och fick sitt nu gällande namn av Joseph Dalton Hooker och Thomas Thomson. Mitrephora obtusa ingår i släktet Mitrephora och familjen kirimojaväxter. Inga underarter finns listade i Catalogue of Life.